# Takashi Inui
Takashi Inui (Ōmihachiman, 2 de junho de 1988) é um futebolista japonês que atua como meia. Atualmente, joga pelo Shimizu S-Pulse.

## Carreira em Clubes
Takashi Inui foi revelado pelo Yokohama F. Marinos, tembém teve passagem, no Japão pelo Cerezo Osaka. Em 2011, foi para a Alemanha defender o VfL Bochum, um ano depois, foi vendido para o Eintracht Frankfurt, a partir de 2015 começou a defender o Eibar, pequeno clube espanhol recém-promovido para a La Liga, no pequeno clube, se tornou ídolo da torcida e seus gols foram importantíssimos para as decentes campanhas do time na La Liga. Uma curiosidade, é que em Eibar, vários japoneses foram acompanhá-lo e tornou o lugar um centro turístico para eles.. Em 2018, foi contratado pelo Real Betis.

## Copa do Mundo FIFA de 2018
Inui foi o artilheiro da Seleção Japonesa na Copa do Mundo de 2018, com 2 gols, o 1º foi feito em um jogo contra Senegal, em um empate em 2 a 2, e o segundo contra a Bélgica, que não evitou a dolorosa derrota por 3 a 2.